# Галичица
Галичица је планина и национални парк у Северној Македонији. Један њен део припада Албанији. На македонском делу планине се налази истоимени национални парк који се простире између два македонска највећа језера: Охридског језера и Преспанског језера. Овај национални парк се простире на површини од 227 km².
У националном парку живи преко 1.000 биљних врста, од којих су многе ендемске и јављају се само на планини Галичици.
Са врха Галичице пружа се поглед на језера и околне планине. Највиши врх је Магаро (2.254 m).

## Галерија
- Поглед са Галичице на јужни део Охридског језера
- Галичица у пролеће
- Друм преко Галичице
- Поглед са Галичице на северни део Охридског језера
- Поглед са Галичице на град Охрид
- Падине Галичице
- Галичица у лето
- Поглед са Галичице на јужни део Охридског језера
- Највиши врх, Магаро (2255 м)
- Поглед са Галичице на село Трпејце
- Поглед са Галичице на источну обалу Охридског језера